# 손영목 (1888년)
손영목(孫永穆, 일본식 이름: 마고나가 야스시(孫永 穆), 1888년 11월 21일 ~ 1950년 5월 7일)은 대한제국과 일제강점기의 관료이다. 태평양 전쟁 말기에 여러 친일 단체에서 활동했다. 일제강점기에 강원도지사를 두 번 역임하고, 해방 직후 초대 강원도지사를 지냈다.
1909년 대한제국의 관료로 임용되고, 한일 합방 뒤에도 계속 관료로 생활했다. 1918년 고성군 군수, 1930년 강원도청 참여관, 경상남도청 참여관을 거쳐 1935년 강원도지사로 승진했다. 1937년 전라북도지사를 거쳐 1940년 공직에서 물러났다. 1945년 6월 다시 강원도지사가 되었다가 8월 10일 일본의 패전을 맞았으나, 도지사에 유임되었다. 그러나 1945년 10월 17일 미군정에 의해 파면되었다. 경상남도 출신.

## 생애

### 젊은 시절
경상남도 밀양군 밀양읍 교동리에서 출생하였고, 지난날 한때 경상남도 김해군 김해면에서 잠시 유아기를 보낸 적이 있는 그는 후일 주소지를 경상남도 밀양군 부내면으로 옮겼다. 어렸을 때에 동리 서당에서 한문학을 배우고 밀양공립소학교를 거쳐 1901년 사립진성학교(私立進成學校)에 입학하였다. 1905년 진성학교 보통과를 마치고 진성학교 고등과로 진학했으며, 1909년 사립진성학교 고등과를 졸업하였다.
진성학교 졸업 후 바로 밀양군청의 급사로 취직했다가 1909년(융희 3년) 대한제국의 내무부 지방국 지방행정과 주사로 채용되었고, 1910년 경상남도 도청의 도서기로 임용되어 한일 병합 조약이 체결된 뒤에도 계속 경상남도 도서기에 유임, 조선총독부 소속의 공무원이 되었다.

### 조선총독부 관료 생활

#### 군수 시절
1910년 경상남도청 내무부 내무과의 서기가 되고, 1911년에는 도서기로 임용되어 도청 내무부에서 근무하였다. 1915년 경상남도청 내무국 제1부로 발령되었다. 1918년 바로 도서기에서 군수로 고속승진하여 고성군로 발탁되었다.
처음에는 말단 서기로 이력을 시작하였으나 8년 만인 1918년 고성군 군수로 승진하였다. 1919년 6월 30일 고등관 7등(高等官七等)으로 승급하고, 1920년 12월 27일에는 고등관 6등(高等官六等)으로 승급했다. 1921년 2월 28일 동래군수(東萊郡守), 1922년 3월 9일 울산군수를 역임했다. 동래군수, 울산군수로 재직 중 목민관으로 치적이 알려지면서 1928년 조선총독부 내무국 사무관에 발탁되었다가 조선사편수회 간사(幹事)를 겸임하였다.
그해 11월 16일 대례기념장(大禮記念章)을 특별 수여받았으며, 그뒤 조선총독부 중추원 통역관 겸 서기관으로 승진했다. 1930년 1월에는 근무유공으로 훈6등 서보장(瑞寶章)을 수여받았다.
1930년 강원도청으로 부임, 강원도 문관보통징계위원회 위원의 한사람에 위촉되었다.
1930년에는 부지사 바로 아래 직급인 참여관에 임명되어 강원도와 경상남도에서 근무했으며, 1931년 9월 23일 고등관 3등(高等官三等)에 승급되고, 경상남도 참여관 겸 도사무관이 되었다가 1932년 경상남도 도청 산업부장(産業部長)이 되었다. 1935년 강원도 도지사로 발령 받는 등 빠른 승진 속도를 보여주었다. 1935년 총독부가 편찬한 《조선공로자명감》에 조선인 공로자 353명 중 한 명으로 수록되어 있다. 1932년 경상남도청 참여관 겸 도사무관, 도청 산업부장을 역임하며 경상남도청 문관보통징계위원회 위원을 겸임하였다. 1933년 경상남도 참여관 겸 도청 산업부장에 유임되었다. 그해 경상남도청 고시위원회 보통시험위원회 위원, 경상남도청 문관보통분한위원회 위원을 겸임, 1934년 다시 경남도청 보통시험위원,

#### 도지사 시절
1935년 강원도지사로 부임, 고등관 2등(高等官二等)으로 승급하고, 그해 5월 11일 다시 훈4등 서보장(勳四等 瑞寶章)을 수여받았다. 이어 강원도 문관보통분한위원회 회장과 강원도 문관보통징계위원회 위원장을 겸하였다.
손영목이 강원도에서 전라북도 도지사로 이임한 1937년은 중일 전쟁이 발발한 해로, 이후 3년간 전북 도지사로서 근무하면서 유지들의 돈을 모아 비행기를 헌납하고, 신사참배 강요 거부 문제로 기독교 계통 학교들을 탄압하는 등 조선총독부의 강압적인 정책을 그대로 시행했다. 신사참배를 거부한다는 이유로 전주의 학교를 폐교시키고 교회 부지에 신사를 옮겨 지은 일도 있었다. 1938년 전라북도 문관보통분한위원회 회장과 전라북도 문관보통징계위원회 위원장을 겸하였다.
1938년 조선총독부 시가지계획심의회 임시위원, 충청남도 수신심상소학교 교장을 역임하였다. 다시 1939년 전라북도지사로 복귀하여 전라북도 문관보통분한위원회 회장과 전라북도 문관보통징계위원회 위원장을 겸하였다. 이어 조선총독부 시가지계획위원회 임시위원도 겸하였다.
1940년 6월 창씨개명령이 떨어졌으나 자신의 본성을 버리지 않고 그냥 손씨 성을 사용하기를 고집했다.

#### 퇴직 이후
손영목은 도지사 시절부터 조선총독부 기관지 《조선(朝鮮)》에 일본 역대 황족들을 칭송하는 글을 기고하는 등 별도의 친일 활동을 해 왔는데, 1940년 전북 도지사를 끝으로 공직에서 물러나면서 각종 친일 단체에 가입했다. 만주척식회사의 후신인 만주척신공사 이사를 맡았고, 태평양 전쟁 지원을 위해 조직된 관변 단체들인 국민총력조선연맹과 국민동원총진회의 이사, 흥아보국단 준비위원, 조선임전보국단 감사, 대화동맹(大和同盟) 이사를 지냈다. 일본의 전쟁 패배 직전인 1945년 7월 24일 결성된 대의당에도 위원으로 참가했다.

#### 강원도지사 재선과 삼선
손영목이 1945년 6월 16일에 다시 강원도 도지사로 발령받은 상태에서 8월 15일 일본이 항복 선언을 했고, 그 뒤에도 해방 정국에서 강원도지사로 유임되며 치안유지 활동을 하였다. 미군정이 주둔한 뒤 김상용을 강원도지사로 내정했지만 그가 일주일만에 사퇴하는 바람에 다시 강원도 업무를 보다가 미군정에 의해 10월 17일 지사직에서 해임되었다. 10월 19일부로 미군정 강원도지사 고문에 선임되었다.
1948년 5월 단독 총선거가 실시된 뒤 군정청 강원도 고문직을 사퇴하고 밀양으로 내려갔다.

### 생애 후반
1949년 반민족행위처벌법에 의해 반민특위가 활동을 개시하자 도주하다가, 은신처 주민의 제보로 그해 3월 3일 반민특위 수사관에 의해 체포되어 재판을 받았으나, 보석으로 풀려났다. 당시 손영목은 "충량한 일제의 앞잡이", "이 땅의 젊은 청년을 전쟁에 강제로 몰아 내는데 나팔을 분 자"로 묘사되었다.
1949년 5월 18일 대법원 공판에 회부되었으나 병보석을 신청하여 5월 26일 석방되었고, 밀양으로 내려갔다. 1950년 사망하였다.

### 사후
2002년 발표된 친일파 708인 명단과 2008년 공개된 민족문제연구소의 친일인명사전 수록예정자 명단, 2009년 친일반민족행위진상규명위원회가 발표한 친일반민족행위 705인 명단에 모두 포함되어 있다. 민족문제연구소의 명단에는 아버지 손지현도 함께 수록되었다.

## 가족 관계
- 아버지 : 손지현(孫之鉉, 1867년 - ?)
- 어머니 : 미상
- 부인 : 이주희(李周禧, 1902년 11월 - ?)
  - 장녀 : 손학한(孫鶴漢, 1922년 - ?)
  - 장남 : 손학개(孫鶴介, 1924년 - ?)
  - 차남 : 손학웅(孫鶴雄, 1926년 - )
  - 삼남 : 손학영(孫鶴英, 1929년 - )
  - 차녀 : 손봉한(孫鳳漢, 1931년 - )
  - 삼녀 : 손용한(孫龍漢, 1933년 - )

## 같이 보기
- 손지현
- 조선임전보국단
- 국민동원총진회
- 대화동맹

## 참고자료
- 전갑생 (2003년 8월 30일). “손영목, '성전(聖戰)완수를 적극 독려한 친일파' - 경남 도서기에서 도지사, 징병후원회 간부까지 오른 친일 공무원”. 오마이뉴스. 2007년 12월 10일에 확인함.